# Quincey (Côte-d’Or)
Quincey település Franciaországban, Côte-d’Or megyében. Lakosainak száma 499 fő (2022. január 1.). Quincey Gerland, Agencourt, Argilly, Nuits-Saint-Georges és Premeaux-Prissey községekkel határos.

## Népesség
A település népességének változása:
| Lakosok száma | 226  | 250  | 316  | 390  | 473  | 496  | 512  | 507  | 505  | 499  |
|               | 1968 | 1982 | 1990 | 2006 | 2013 | 2015 | 2017 | 2019 | 2020 | 2022 |